# Clara Klabunde
Clara Klabunde, geb. Genter (* 30. Dezember 1906 in Hamburg; † 7. Juli 1994 ebenda) war eine deutsche Juristin und die erste Deutsche im Rang einer Gerichtspräsidentin.

## Leben und Wirken
Clara Klabunde kam als Tochter von Bertha Genter, Lehrerin in Hamburger Strafanstalten, und Hermann Genter, Kaufmann, zur Welt. Ihr Vater verstarb während des Ersten Weltkriegs. Die Mutter unterrichtete an Haftanstalten in Hamburg. Clara Genter erhielt zunächst zwei Jahre Privatunterricht. Anschließend besuchte sie von 1915 bis 1919 die Klosterschule St. Johannis und von 1920 bis 1926 ein Realgymnasium, das sie mit dem Abitur abschloss. Anschließend studierte Genter Rechtswissenschaft an der Universität Hamburg. Während des Studiums trat sie in den Sozialistischen Studentenbund ein. Dort lernte sie Wilhelm Drexelius kennen, mit dem sie später eine Kanzlei eröffnete. Hier machte sie auch Bekanntschaft mit Erich Klabunde, den sie Ende 1933 oder im November 1934 heiratete.
Nachdem sie am 6. November 1929 das Studium mit der Ersten Juristischen Staatsprüfung mit der Note gut abgeschlossen hatte, machte Genter eine Referendarausbildung bei der Hamburger Justizverwaltung. Die Große juristische Staatsprüfung legte sie am 25. März 1933 ebenfalls mit der Note gut ab.

## Nationalsozialismus
Vermutlich aufgrund der politischen Situation nach der Machtübergabe an die Nationalsozialisten stellte Klabunde drei Tage nach der Staatsprüfung einen Antrag, als Anwältin zugelassen zu werden und somit aus dem öffentlichen Dienst auszuscheiden. Ihre Anstellung bei der Stadt Hamburg endete am 13. Mai 1933. Im Sozialistischen  Studentenbund lernte sie ihren späteren Mann kennen, den Journalisten Erich Klabunde, und Wilhelm Drexelius, der wie sie Jura studierte. Während der Zeit des Nationalsozialismus konnten Frauen ab 1935 aufgrund der geänderten Rechtsanwaltsordnung nur noch eingeschränkt als Anwältinnen arbeiten. Daher betrieb sie zusammen mit Wilhelm Drexelius eine Kanzlei mit Sitz am Neuen Wall 54, beide vertraten politisch Verfolgte. Clara  Genter war damit eine der ganz wenigen Frauen, die sich auf diesem Gebiet einsetzten, vermutlich war sie in Hamburg sogar die einzige.
1934 heiratete die Juristin Erich Klabunde, der 1933 seine Arbeit aus politischen Gründen hatte aufgeben müssen. Vorübergehend arbeitete sie gemeinsam mit ihrem Ehemann Erich Klabunde in Berlin, wo dieser zeitweise eine Beschäftigung gefunden hatte.

## Juristin in Hamburg

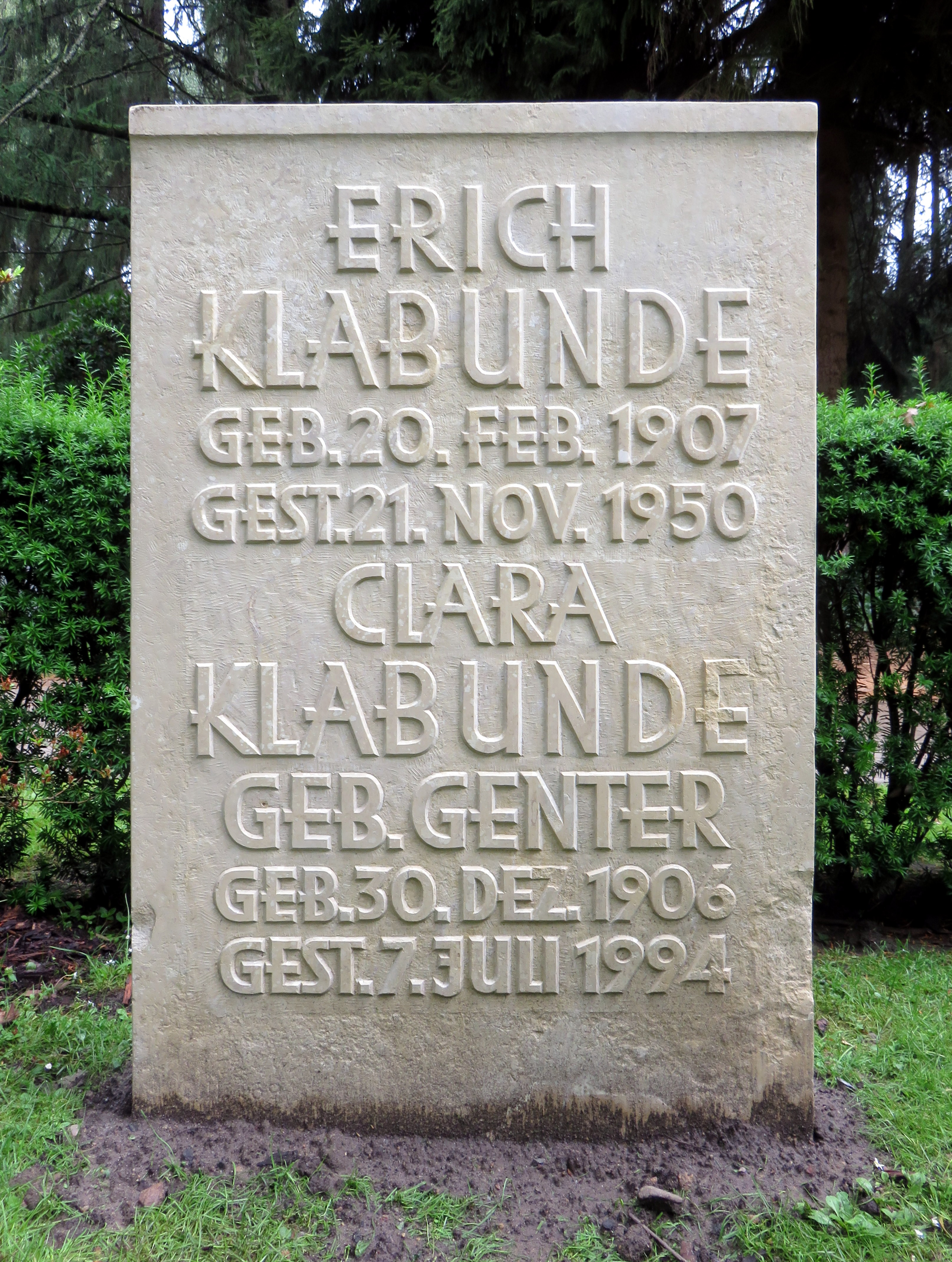
Grabstein Klabunde im Garten der Frauen auf dem Friedhof Ohlsdorf

Nach Ende des Zweiten Weltkriegs zog das Ehepaar Klabunde zurück nach Hamburg, wo Erich Klabunde für die SPD Mitglied der Hamburgischen Bürgerschaft und später Mitglied des Deutschen Bundestags wurde. Clara Klabunde arbeitete hier, wieder gemeinsam mit Drexelius, als Anwältin. Unter anderem vertrat sie in Restituierungsberechtigte, die durch die sogenannte „Arisierung“ während der NS-Zeit geschädigt worden waren.
Außerdem beteiligte sie sich in mehreren Ausschüssen: neben dem „Leitenden Ausschuß für Entnazifizierung“ gehörten der „Beratende Ausschuß für das Pressewesen“, der „Einspruchausschuß für Haftentschädigungen“ sowie der „Vorprüfungsausschuß für die Existenzaufbauhilfe“ zu ihrem Wirkungskreis.

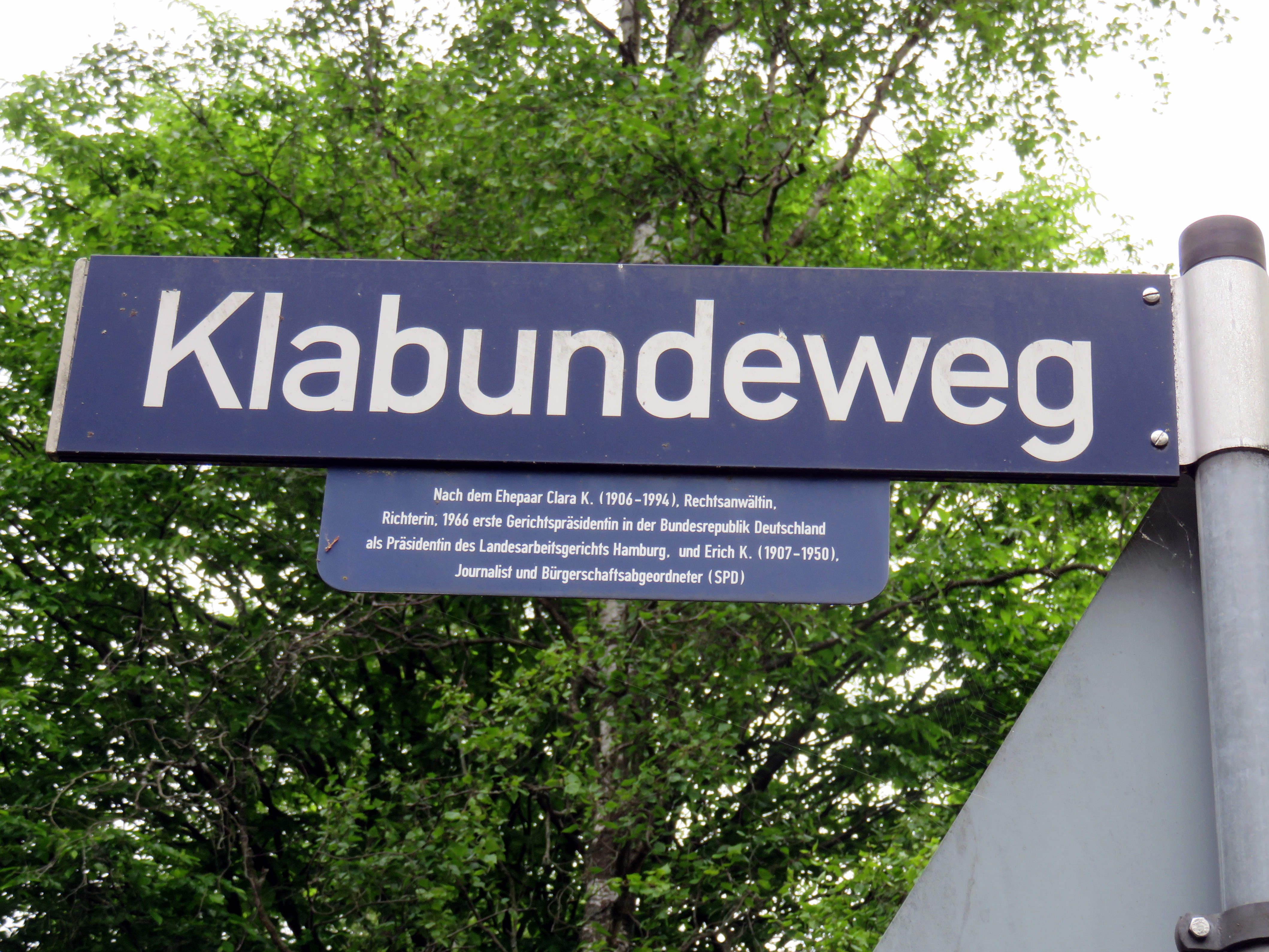
Klabundeweg in Hamburg-Bergstedt

Zum 1. Dezember 1952 erhielt die seit 1950 verwitwete Klabunde als erste Frau die Stelle einer Landesarbeitsgerichtsdirektorin der neu eingerichteten dritten Kammer am Landesarbeitsgericht Hamburg. Da zu dieser Zeit noch kein Bundesarbeitsgericht existierte, hatten dort getroffene Entscheidungen letztinstanzliche Wirkung. Die Juristin war entscheidend bei der Entwicklung des damals nur teilweise schriftlich niedergelegten Arbeitsrechts beteiligt, welches den sozialen Gegebenheiten der Nachkriegszeit angepasst werden musste. Klabunde hatte auch den Beisitz im Disziplinarsenat für Richter inne und gehörte seit 1953 dem Hamburgischen Verfassungsgericht an. Am 1. September 1966 berief sie der Hamburger Senat unter der Dienststellenbezeichnung „Der Präsident“ zur Präsidentin des Landesarbeitsgerichts. Mit dieser Ernennung würdigte der Senat ihre Kenntnisse auf dem Gebiet des Arbeitsrechts. Klabunde war somit die erste Frau in Deutschland, die eine Position solchen Ranges erreichte. Ihre Dienstzeit als Gerichtspräsidentin endete mit ihrer Pensionierung 1971. Die Tätigkeit im Hamburgischen Verfassungsgericht beendete sie 1978.
Clara Klabunde starb 1994 in Hamburg, sie wurde neben ihrem Ehemann auf dem Ohlsdorfer Friedhof, Planquadrat Z 11, 169 (südlich Norderstraße), beigesetzt. Der Grabstein befindet sich seit Juli 2020 im Friedhofsbereich Garten der Frauen.

## Ämter und Mitgliedschaften (Auswahl)
- Mitglied im Verein für weibliche Juristen und Volkswirte
- Vorstandsmitglied im Hamburgischen Anwaltsverein[5]
- Vorstandsmitglied des Hamburgischen Richtervereins[9]
- Mitglied des Richterdienstgerichts[9]

## Ehrungen
Für ihre Leistungen verlieh ihr der Hamburger Senat die „Medaille für treue Arbeit im Dienste des Volkes“ in Silber.
Heute trägt der Klabundeweg in Hamburg-Bergstedt den Namen von Clara und Erich Klabunde. Er war 1962 nach Erich Klabunde benannt worden. 2001 beschloss der Senat auf Initiative von Dr. Rita Bake von der Landeszentrale für politische Bildung und des damaligen Senatsamtes für Bezirksangelegenheiten, bei einer Gruppe von 14 Straßen- und Wegenamen die an den Straßenschildern angebrachten Erläuterungen zu den Namensgebern um Informationen zu deren Ehefrauen oder weiblichen Verwandten zu ergänzen, wenn diese ebenfalls Herausragendes geleistet hatten und denselben Nachnamen tragen. Dies wurde 2001/2002 auch für den Klabundeweg umgesetzt.